# IC 5065
IC 5065 ist eine linsenförmige Galaxie vom Hubble-Typ SB0-a pec im Sternbild Mikroskop am Südsternhimmel. Sie ist schätzungsweise 440 Millionen Lichtjahre von der Milchstraße entfernt.
Das Objekt wurde am 8. September 1897 von Lewis Swift entdeckt.